# Dryad
Dryad è un pianeta immaginario dell'Universo DC. Originariamente chiamato Korlon, il pianeta comparve per la prima volta in Superboy and the Legion of Super-Heroes n. 253 (luglio 1979), e fu creato da Gerry Conway e Joe Staton.

## Storia
Il pianeta fu colonizzato dagli umani che successivamente scoprirono una razza senziente di esseri rocciosi, noti come "Dryadi", che vivevano lì e che fecero amicizia con i colonialisti. Il membro della L.E.G.I.O.N. Srata proviene da Dryad.
Nel XXX secolo, il pianeta stava affrontando la sua distruzione e fu così evacuato dalla Legione dei Super-Eroi. Numerosi giovani del pianeta, tra cui Blok, credevano che la causa della distruzione del pianeta fosse proprio la Legione, e furono così reclutati da Dark Man, che li trasformò nella Lega dei Super Assassini. Dopo la loro sonora sconfitta, Blok fu invitato a far parte della Legione.